# Momil (ort)
Momil är en ort i Colombia.   Den ligger i departementet Córdoba, i den norra delen av landet, 500 km norr om huvudstaden Bogotá. Momil ligger 10 meter över havet och antalet invånare är 6 441. Den ligger vid sjöarna  Playon de Momil och Pantano de Momil.
Terrängen runt Momil är platt. Runt Momil är det ganska glesbefolkat, med 47 invånare per kvadratkilometer. Närmaste större samhälle är Lorica, 15,2 km väster om Momil. 